# Søvika
Søvika est une localité du comté de Nordland, en Norvège.

## Géographie
Administrativement, Søvika fait partie de la kommune d'Alstahaug.